# Blatina

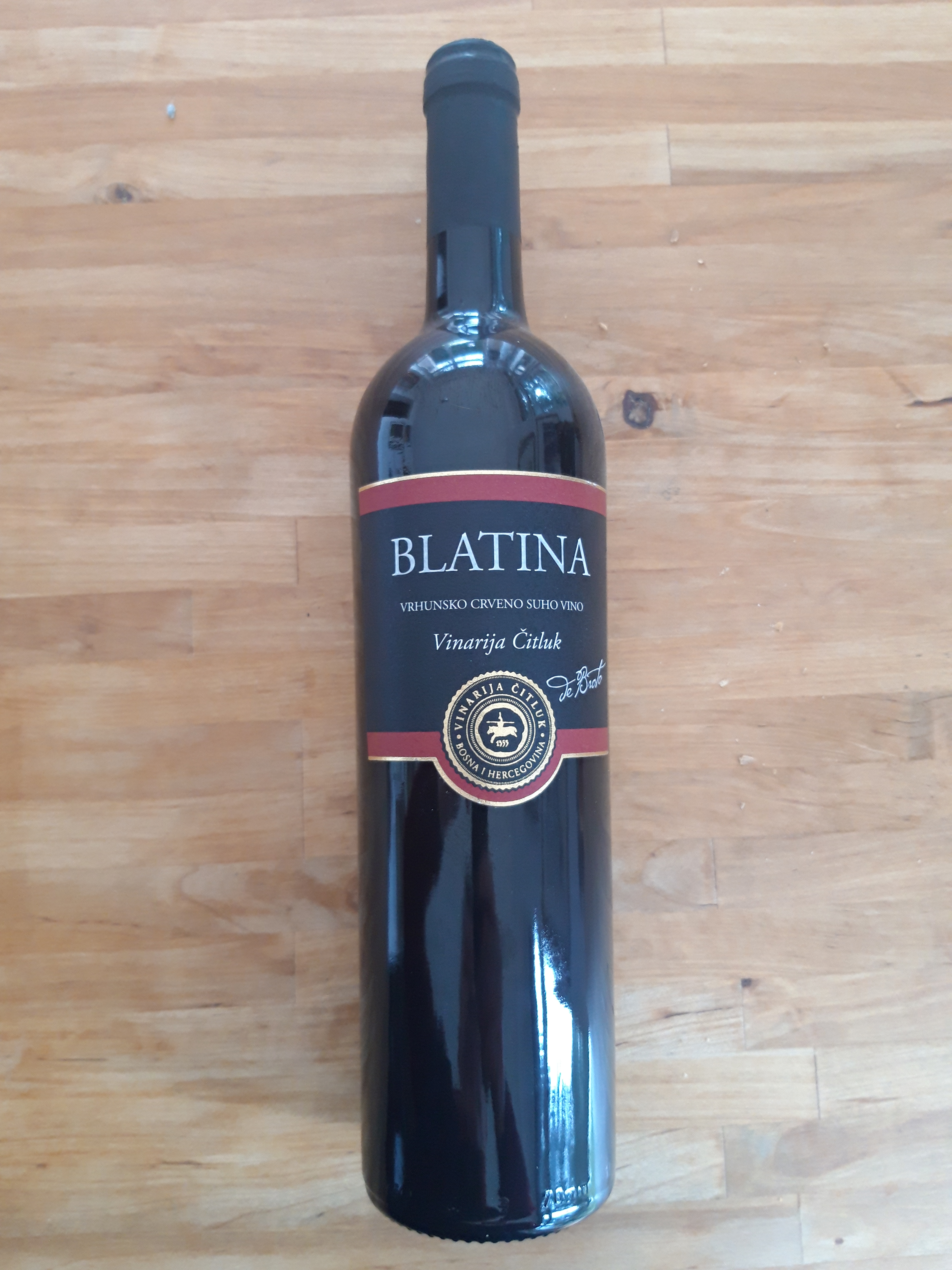
Blatina aus Čapljina

Blatina ist eine autochthone Rotweinsorte aus Bosnien-Herzegowina aus der Region der Herzegowina, wo sie etwa ein Drittel der gesamten Weinanbaufläche ausmacht.

## Rebe und Wein

### Herkunft und Geschichte
Blatina stammt sehr wahrscheinlich aus der Gegend um Mostar. Bereits zu Beginn der österreichisch-ungarischen Verwaltung von Bosnien und Herzegowina (1878) war Blatina – weit vor der damals dort ebenfalls angebauten Skadarkarebe – die wichtigste rote Rebsorte in der Herzegowina. Nach zeitgenössischer Schilderung um 1900 zeichneten sich Blatina-Weine durch einen „hohen Farbstoff- und Tanningehalt“ aus und besäßen im Vergleich zu den Skadarkaweinen, deren Blume an schwere Bordeauxweine erinnere, „einen mehr an die Burgunderweine erinnernden Charakter“.
Auch heute ist 'Blatina' die dominierende rote Rebsorte in der Herzegowina.

### Eigenschaften
Blatina ist eine Sorte der Edlen Weinrebe (Vitis vinifera subsp. vinifera). Die Blüten sind funktional weiblich (autosteril). Deshalb wird die Rebsorte stets zusammen mit einer Befruchtersorte, zumeist mit den gleichzeitig blühenden Sorten 'Kambuša', 'Merlot' oder 'Trnjak', angebaut. Trotzdem kann es bei stärkerem Regen während der Befruchtung zu weitgehenden Ernteausfällen kommen, weshalb 'Blatina' auch den Spitznamen und das Synonym „Praznobačva“ (kroatisch/bosnisch/serbisch für „leeres Fass“) trägt.
Diese spät reifende Sorte wird als im Allgemeinen wenig krankheitsanfällig, aber empfindlich gegen Winterfröste beschrieben. Die Traube wiegt zum Erntezeitpunkt 200 bis 300 Gramm.

### Verbreitung
Blatina wird fast ausschließlich in der West-Herzegowina um Čitluk, Međugorje, Ljubuški und Čapljina angebaut. In der Ost-Herzegowina um Trebinje ist das Terroir dagegen für den Blatina-Anbau ungeeignet. Dort wird stattdessen als rote Sorte Vranac angebaut.

### Weine
Blatina ergibt rubinrote, vollfruchtige und mittelschwere Qualitätsweine mit 12 bis 13,5 % Alkohol, 5 bis 7 g/l Säure, 25 bis 32 g/l Extrakt und Johannisbeer- und Brombeer-Aromen. Blatina-Weine enthalten stets ca. 15 % Beimischung der Befruchtersorte. Aus besseren Lagen werden auch Spitzenweine erzeugt. Eine Holzfasslagerung von bis zu fünf Jahren erhöht die Qualität. Einige Erzeuger bauen Blatina auch im Eichenholzfass aus.
Blatina-Weine empfehlen sich mit 18 bis 20° Celsius zu intensiv gewürzten Speisen, Wild, Gegrilltem, Fischeintopf oder Rinderschinken.

### Synonyme
Synonyme für 'Blatina' sind 'Blathina', 'Blatina Crna', 'Blatina Hercegovačka', 'Blatina Mala', 'Blatina Nera', 'Blatina Velika', 'Blatyna', 'Blaue Blatina', 'Praznobačva', 'Tribidrag', 'Tribirad' und 'Zlorod'. 'Blatina' als „Tribidrag“ ist weder mit der kroatischen Sorte 'Crljenak Kaštelanski', die ebenfalls das Synonym „Tribidrag“ hat, noch mit der auf Korčula angebauten 'Cetinka', deren eines Synonym ebenfalls 'Blatina' lautet, zu verwechseln.